# Згорнє Лаже
Згорнє Лаже (словен. Zgornje Laže) — поселення в общині Словенське Коніце, Савинський регіон, Словенія. Висота над рівнем моря: 280,5 м.